# Los Angeles Rams/Zahlen und Rekorde
Diese Seite stellt die Statistiken, Fakten und Rekorde der Los Angeles Rams dar.
Falls nicht anders angegeben, befinden sich die Daten auf dem Stand der letzten abgeschlossenen Saison. Die Quelle der Daten ist – wenn nicht anders angegeben – die Webseite pro-football-reference.com.
Die Rams spielten seit 1936 gegen insgesamt 36 andere Mannschaften. Mit 152 Partien gab es die meisten Begegnungen gegen die San Francisco 49ers. Am erfolgreichsten gegen die aktuellen Teams der NFL sind sie gegen die Jacksonville Jaguars, da sie gegen das Team eine Bilanz von 5-1 aufweisen.

## Statistik
Nach Ende der Saison 2024 ließen sich folgende statistischen Werte ermitteln:
|                            | Wert  |
| -------------------------- | ----- |
| Saisons gespielt           | 88    |
| NFL-Saisons gespielt       | 87    |
| Spiele Gesamt              | 1.316 |
| Siege Gesamt               | 656   |
| Niederlagen Gesamt         | 637   |
| Unentschieden Gesamt       | 23    |
| Regular-Season-Spiele      | 1.251 |
| Regular-Season-Siege       | 624   |
| Regular-Season-Niederlagen | 606   |
| Play-off Spiele            | 56    |
| Play-off-Siege             | 27    |
| Play-off-Niederlagen       | 29    |
| Spieler                    | 1.389 |
| Head Coaches               | 28    |
| NFL-Meisterschaften        | 2     |
| Super Bowl–Titel           | 2     |

## Rekorde
| Rekord                   | Spieler                     | Wert      |
| ------------------------ | --------------------------- | --------- |
| Spiele gespielt          | Jackie Slater               | 259       |
| Offense                  |                             |           |
| Geworfene Yards          | Jim Everett                 | 23.758    |
| Erlaufene Yards          | Steven Jackson              | 10.138    |
| Gefangene Yards          | Isaac Bruce                 | 14.109    |
| Geworfene Touchdowns     | Roman Gabriel               | 154       |
| Erlaufene Touchdowns     | Marshall Faulk              | 58        |
| Gefangene Touchdowns     | Isaac Bruce                 | 84        |
| Passversuche             | Roman Gabriel               | 3.313     |
| Erfolgreiche Pässe       | Marc Bulger                 | 1.969     |
| Läufe                    | Steven Jackson              | 2.396     |
| Fänge                    | Isaac Bruce                 | 942       |
| Defense                  |                             |           |
| Touchdowns               | LeRoy Irvin Janoris Jenkins | 6         |
| Interceptions            | Eddie Meador                | 46        |
| erzwungene Fumbles       | Leonard Little              | 31        |
| Sacks                    | Leonard Little              | 87,5      |
| Tackles                  | James Laurinaitis           | 654       |
| Safeties                 | Kevin Greene                | 3         |
| Special Teams            |                             |           |
| Punt Returns             | Tavon Austin                | 158       |
| Punt-Return-Yards        | Henry Ellard                | 1.527     |
| Punt-Return-Touchdowns   | Henry Ellard LeRoy Irvin    | 4         |
| Längster Punt-Return     | Robert Bailey               | 103 yds * |
| Yards je Punt Return     | Robert Bailey               | 103       |
| Kick Returns             | Drew Hill                   | 171       |
| Kick-Return-Yards        | Ron Brown                   | 3.918     |
| Kick-Return-Touchdowns   | Ron Brown Tony Horne        | 4         |
| Längster Kick-Return     | Jon Arnett Travis Williams  | 105 yds   |
| Yards je Kick Return     | Corky Taylor                | 35,0      |
| meiste erzielte Punkte   | Jeff Wilkins                | 1.223     |
| PAT-Versuche             | Jeff Wilkins                | 429       |
| erfolgreiche PATs        | Jeff Wilkins                | 428       |
| Field-Goal-Versuche      | Jeff Wilkins                | 328       |
| erfolgreiche Field Goals | Jeff Wilkins                | 265       |
| längstes Field Goal      | Greg Zuerlein               | 61 yds    |
| Punts                    | Johnny Hekker               | 727       |
| gepuntete Yards          | Johnny Hekker               | 33.951    |
| Yards je Punt            | Lew Bostick                 | 55,0      |

Legende:
| * | = Der Wert ist derzeit Ligarekord |

## Alle Saisons seit 1936
| NFL-Sieger (1920–1965) | Super Bowl Champions (1966–heute) | Conference-Sieger | Division-Sieger | Wild Card-Platz | Einzelnes Play-off-Spiel |

| Saison           | Liga | Conference | Division | Regular Season | Regular Season | Regular Season | Regular Season | Play-off-Ergebnisse | Auszeichnungen |
| Saison           | Liga | Conference | Division | Platzierung | Siege | Niederlage | Unentschieden | Play-off-Ergebnisse | Auszeichnungen |
| Cleveland Rams   | Cleveland Rams | Cleveland Rams | Cleveland Rams | Cleveland Rams | Cleveland Rams | Cleveland Rams | Cleveland Rams | Cleveland Rams | Cleveland Rams |
| ---------------- | --- | --- | --- | --- | --- | --- | --- | --- | --- |
| 1936             | AFL | | | 2. | 5 | 2 | 2 | | |
| 1937             | NFL | | West | 5. | 1 | 10 | 0 | | |
| 1938             | NFL | | West | 4. | 4 | 7 | 0 | | |
| 1939             | NFL | | West | 4. | 5 | 5 | 1 | | Parker Hall (Joe F. Carr Trophy (NFL MVP)) |
| 1940             | NFL | | West | 4. | 4 | 6 | 1 | | |
| 1941             | NFL | | West | 5. | 2 | 9 | 0 | | |
| 1942             | NFL | | West | 3. | 5 | 6 | 0 | | |
| 1943             | Aufgrund des Zweiten Weltkrieges und des daraus resultierenden Spielermangels, wurde den Rams erlaubt, den Spielbetrieb für die Saison einzustellen. | Aufgrund des Zweiten Weltkrieges und des daraus resultierenden Spielermangels, wurde den Rams erlaubt, den Spielbetrieb für die Saison einzustellen. | Aufgrund des Zweiten Weltkrieges und des daraus resultierenden Spielermangels, wurde den Rams erlaubt, den Spielbetrieb für die Saison einzustellen. | Aufgrund des Zweiten Weltkrieges und des daraus resultierenden Spielermangels, wurde den Rams erlaubt, den Spielbetrieb für die Saison einzustellen. | Aufgrund des Zweiten Weltkrieges und des daraus resultierenden Spielermangels, wurde den Rams erlaubt, den Spielbetrieb für die Saison einzustellen. | Aufgrund des Zweiten Weltkrieges und des daraus resultierenden Spielermangels, wurde den Rams erlaubt, den Spielbetrieb für die Saison einzustellen. | Aufgrund des Zweiten Weltkrieges und des daraus resultierenden Spielermangels, wurde den Rams erlaubt, den Spielbetrieb für die Saison einzustellen. | Aufgrund des Zweiten Weltkrieges und des daraus resultierenden Spielermangels, wurde den Rams erlaubt, den Spielbetrieb für die Saison einzustellen.    | Aufgrund des Zweiten Weltkrieges und des daraus resultierenden Spielermangels, wurde den Rams erlaubt, den Spielbetrieb für die Saison einzustellen. |
| 1944             | NFL | | West | 4. | 4 | 6 | 0 | | |
| 1945             | NFL | | West | 1. | 9 | 1 | 0 | 15:14-Sieg gegen Redskins NFL Meisterschaft (1) | Adam Walsh (COY) Bob Waterfield (Joe F. Carr Trophy (NFL MVP))                                                                                       |
| Los Angeles Rams | | | | | | | | | |
| 1946             | NFL | | West | 2. | 6 | 4 | 1 | | |
| 1947             | NFL | | West | 4. | 6 | 6 | 0 | | |
| 1948             | NFL | | West | 3. | 6 | 4 | 1 | | |
| 1949             | NFL | | West | 1. | 8 | 2 | 2 | 0:14-Niederlage gegen Eagles NFL Meisterschaft | |
| 1950             | NFL | National | | 1. | 9 | 3 | 0 | 24:14-Sieg gegen Bears Conference-Play-off 28:30-Niederlage gegen Browns NFL Meisterschaft                                                              | |
| 1951             | NFL | National | | 1. | 8 | 4 | 0 | 24:17-Sieg gegen Browns NFL Meisterschaft (2) | |
| 1952             | NFL | National | | T-1. | 9 | 3 | 0 | 21:31-Niederlage gegen Lions Conference-Play-off | Hamp Pool (COY) |
| 1953             | NFL | Western | | 3. | 3 | 8 | 1 | | |
| 1954             | NFL | Western | | 4. | 6 | 5 | 1 | | |
| 1955             | NFL | Western | | 1. | 8 | 3 | 1 | 14:38-Niederlage gegen Browns NFL Meisterschaft | |
| 1956             | NFL | Western | | T-5. | 4 | 8 | 0 | | |
| 1957             | NFL | Western | | 4. | 6 | 6 | 0 | | |
| 1958             | NFL | Western | | T-1. | 8 | 4 | 0 | 10:0-Niederlage gegen Giants Conference Play-off | |
| 1959             | NFL | Western | | 6. | 2 | 10 | 0 | | |
| 1960             | NFL | Western | | 6. | 4 | 7 | 1 | | |
| 1961             | NFL | Western | | 6. | 4 | 10 | 0 | | |
| 1962             | NFL | Western | | 7. | 1 | 12 | 1 | | |
| 1963             | NFL | Western | | 6. | 5 | 9 | 0 | | |
| 1964             | NFL | Western | | 5. | 5 | 7 | 2 | | |
| 1965             | NFL | Western | | 7. | 4 | 10 | 0 | | |
| 1966             | NFL | Western | | 3. | 8 | 6 | 0 | | |
| 1967             | NFL | Western | Coastal | 1. | 11 | 1 | 2 | 14:38-Niederlage gegen Packers Conference-Play-off | George Allen (COY) Deacon Jones (DPOY) |
| 1968             | NFL | Western | Coastal | 2. | 10 | 3 | 1 | | Deacon Jones (DPOY) |
| 1969             | NFL | Western | Coastal | 1. | 11 | 3 | 0 | 20:23-Niederlage gegen Vikings Conference-Play-off | Roman Gabriel (MVP) |
| 1970             | NFL | NFC | West | 2. | 9 | 4 | 1 | | |
| 1971             | NFL | NFC | West | 2. | 8 | 5 | 1 | | Isiah Robertson (Def. ROY) |
| 1972             | NFL | NFC | West | 3. | 6 | 7 | 1 | | |
| 1973             | NFL | NFC | West | 1. | 12 | 2 | 1 | 20:27-Niederlage gegen Cowboys Divisional | Chuck Knox (COY) |
| 1974             | NFL | NFC | West | 1. | 10 | 4 | 0 | 19:10-Sieg gegen Redskins Divisional 10:14-Niederlage gegen Vikings NFC-Title                                                                           | |
| 1975             | NFL | NFC | West | 1. | 12 | 2 | 0 | 35:23-Sieg gegen Cardinals Divisional 7:37-Niederlage gegen Cowboys NFC-Title                                                                           | Jack Youngblood (DPOY) |
| 1976             | NFL | NFC | West | 1. | 10 | 3 | 1 | 14:12-Sieg gegen Cowboys Divisional 13:24-Niederlage gegen Vikings NFC-Title                                                                            | |
| 1977             | NFL | NFC | West | 1. | 10 | 4 | 0 | 7:14-Niederlage gegen Vikings Divisional | |
| 1978             | NFL | NFC | West | 1. | 12 | 4 | 0 | 34:10-Sieg gegen Vikings Divisional 0:28-Niederlage gegen Cowboys NFC-Title                                                                             | |
| 1979             | NFL | NFC | West | 1. | 9 | 7 | 0 | 21:19-Sieg gegen Cowboys Divisional 9:0-Sieg gegen Buccaneers NFC-Title 19:31-Niederlage gegen Steelers Super Bowl                                      | |
| 1980             | NFL | NFC | West | 2. | 11 | 5 | 0 | 13:34-Niederlage gegen Cowboys Wildcard | |
| 1981             | NFL | NFC | West | 3. | 6 | 10 | 0 | | |
| 1982             | NFL | NFC | | 14. | 2 | 7 | 0 | | |
| 1983             | NFL | NFC | West | 2. | 9 | 7 | 0 | 24:17-Sieg gegen Cowboys Wildcard 7:51-Niederlage gegen Redskins Divisional                                                                             | Eric Dickerson (Off. ROY) |
| 1984             | NFL | NFC | West | 2. | 10 | 6 | 0 | 13:16-Niederlage gegen Giants Wildcard | |
| 1985             | NFL | NFC | West | 1. | 11 | 5 | 0 | 20:0-Sieg gegen Cowboys Divisional 0:24-Niederlage gegen Bears NFC-Title                                                                                | |
| 1986             | NFL | NFC | West | 2. | 10 | 6 | 0 | 7:19-Niederlage gegen Redskins Wildcard | Eric Dickerson (OPOY) |
| 1987             | NFL | NFC | West | 3. | 6 | 9 | 0 | | Charles White (CBPOY) |
| 1988             | NFL | NFC | West | 2. | 10 | 6 | 0 | 17:28-Niederlage gegen Vikings Wildcard | Greg Bell (CBPOY) |
| 1989             | NFL | NFC | West | 2. | 11 | 5 | 0 | 21:7-Sieg gegen Eagles Wildcard 19:13-Sieg gegen Giants Divisional 3:30-Niederlage gegen 49ers NFC-Title                                                | |
| 1990             | NFL | NFC | West | 3. | 5 | 11 | 0 | | |
| 1991             | NFL | NFC | West | 4. | 3 | 13 | 0 | | |
| 1992             | NFL | NFC | West | 4. | 6 | 10 | 0 | | |
| 1993             | NFL | NFC | West | 4. | 6 | 10 | 0 | | Jerome Bettis (Off. ROY) |
| 1994             | NFL | NFC | West | 4. | 4 | 12 | 0 | | |
| St. Louis Rams   | | | | | | | | | |
| 1995             | NFL | NFC | West | 3. | 7 | 9 | 0 | | |
| 1996             | NFL | NFC | West | 3. | 6 | 10 | 0 | | |
| 1997             | NFL | NFC | West | 5. | 5 | 11 | 0 | | |
| 1998             | NFL | NFC | West | 5. | 4 | 12 | 0 | | |
| 1999             | NFL | NFC | West | 1. | 13 | 3 | 0 | 49:37-Sieg gegen Vikings Divisional 11:6-Sieg gegen Buccaneers NFC-Title 23:16-Sieg gegen Titans Super Bowl XLII (3)                                    | Dick Vermeil (COY) Kurt Warner (MVP, SB MVP) Marshall Faulk (OPOY)                                                                                   |
| 2000             | NFL | NFC | West | 2. | 10 | 6 | 0 | 28:31-Niederlage gegen Saints Wildcard | Marshall Faulk (MVP, OPOY) |
| 2001             | NFL | NFC | West | 1. | 14 | 2 | 0 | 45:17-Sieg gegen Packers Divisional 29:24-Sieg gegen Eagles NFC-Title 17:20-Niederlage gegen Patriots Super Bowl                                        | Kurt Warner (MVP) Marshall Faulk (OPOY) |
| 2002             | NFL | NFC | West | 2. | 7 | 9 | 0 | | |
| 2003             | NFL | NFC | West | 1. | 12 | 4 | 0 | 23:29-2OT Niederlage gegen Panthers Divisional | |
| 2004             | NFL | NFC | West | 2. | 9 | 7 | 0 | 27:20-Sieg gegen Seahawks Wildcard 17:47-Niederlage gegen Falcons Divisional                                                                            | |
| 2005             | NFL | NFC | West | 2. | 6 | 10 | 0 | | |
| 2006             | NFL | NFC | West | 2. | 8 | 8 | 0 | | |
| 2007             | NFL | NFC | West | 4. | 3 | 13 | 0 | | |
| 2008             | NFL | NFC | West | 4. | 2 | 14 | 0 | | |
| 2009             | NFL | NFC | West | 4. | 1 | 15 | 0 | | |
| 2010             | NFL | NFC | West | 2. | 7 | 9 | 0 | | Sam Bradford (Off. ROY) |
| 2011             | NFL | NFC | West | 4. | 2 | 14 | 0 | | |
| 2012             | NFL | NFC | West | 3. | 7 | 8 | 1 | | |
| 2013             | NFL | NFC | West | 4. | 7 | 9 | 0 | | |
| 2014             | NFL | NFC | West | 4. | 6 | 10 | 0 | | Aaron Donald (Def. ROY) |
| 2015             | NFL | NFC | West | 3. | 7 | 9 | 0 | | Todd Gurley (Off. ROY) |
| Los Angeles Rams | | | | | | | | | |
| 2016             | NFL | NFC | West | 3. | 4 | 12 | 0 | | |
| 2017             | NFL | NFC | West | 1. | 11 | 5 | 0 | 13:26-Niederlage gegen Falcons Wildcard | Sean McVay (COY) Aaron Donald (DPOY) Todd Gurley (OPOY)                                                                                              |
| 2018             | NFL | NFC | West | 1. | 13 | 3 | 0 | 30:22-Sieg gegen Cowboys Divisional 26:23-OT Sieg gegen Saints NFC-Title 3:13-Niederlage gegen Patriots Super Bowl                                      | Aaron Donald (DPOY) |
| 2019             | NFL | NFC | West | 3. | 9 | 7 | 0 | | |
| 2020             | NFL | NFC | West | 2. | 10 | 6 | 0 | 30:20-Sieg gegen Seahawks Wildcard 18:32-Niederlage gegen Packers Divisional                                                                            | Aaron Donald (DPOY) |
| 2021             | NFL | NFC | West | 1. | 12 | 5 | 0 | 34:11-Sieg gegen Cardinals Wildcard 30:27-Sieg gegen Buccaneers Divisional 20:17-Sieg gegen 49ers NFC-Title 23:20-Sieg gegen Bengals Super Bowl LVI (4) | Cooper Kupp (OPOY, SB MVP) |
| 2022             | NFL | NFC | West | 3. | 5 | 12 | 0 | | |
| 2023             | NFL | NFC | West | 2. | 10 | 7 | 0 | 23:24-Niederlage gegen Lions Wildcard | |
| 2024             | NFL | NFC | West | 1. | 10 | 7 | 0 | 27:9-Sieg gegen Vikings Wildcard 22:28-Niederlage gegen Eagles Divisional                                                                               | Jared Verse (Def. ROY) |
| Total            | Total | Total | Total | Total | 624 | 606 | 21 | 1937–2024, nur Regular Season | 1937–2024, nur Regular Season |
| Total            | Total | Total | Total | Total | 27 | 29 | 0 | 1937–2024, nur Play-offs | 1937–2024, nur Play-offs |
| Total            | Total | Total | Total | Total | 651 | 635 | 21 | 1937–2024, Regular Season und Play-offs | 1937–2024, Regular Season und Play-offs |

## Erstrunden Draft-Picks

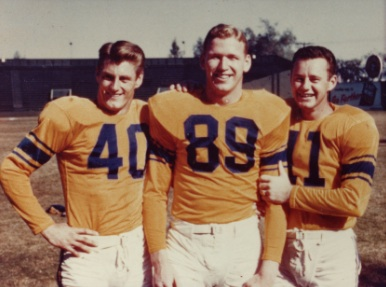
Bob Carey (#89) mit den späteren Hall of Famern Elroy Hirsch (links) und Norm Van Brocklin (rechts) (1952).

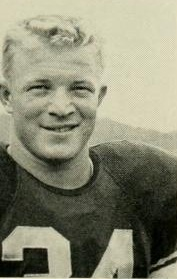
Joe Marconi spielte für die Rams und Bears und wurde 1964 für den Pro Bowl ausgewählt.

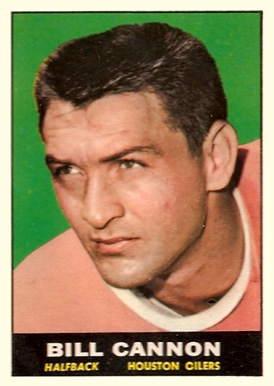
Billy Cannon ist durch seinen Vertrag mit den Oilers der erste Spieler gewesen, der mehr als 100.000 US-Dollar als Profi-Footballer verdient hat.

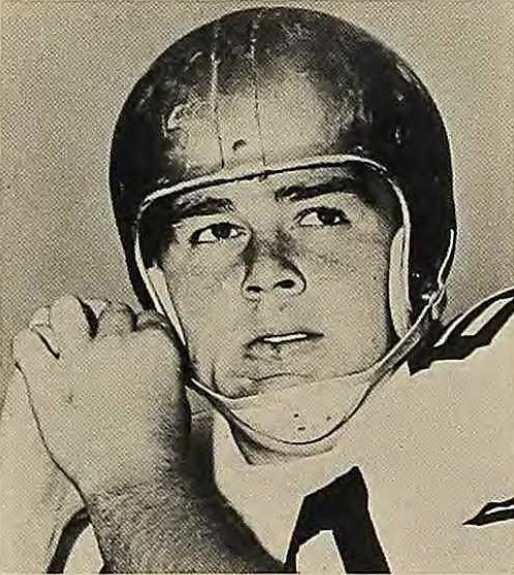
Durch eine Verletzung in einem Übungsspiel verletzte sich Rufus Guthrie so stark, dass er kein weiteres Spiel mehr spielen konnte.

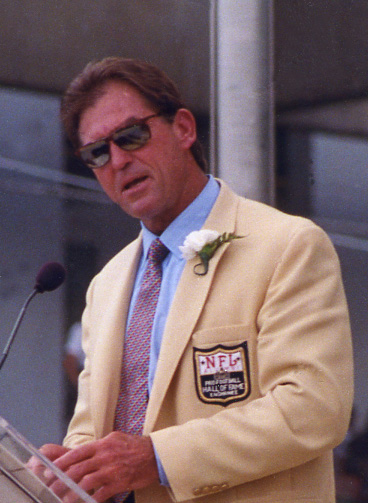
Jack Youngblood bei seiner Rede zu seiner Aufnahme in die Pro Football Hall of Fame 2001.

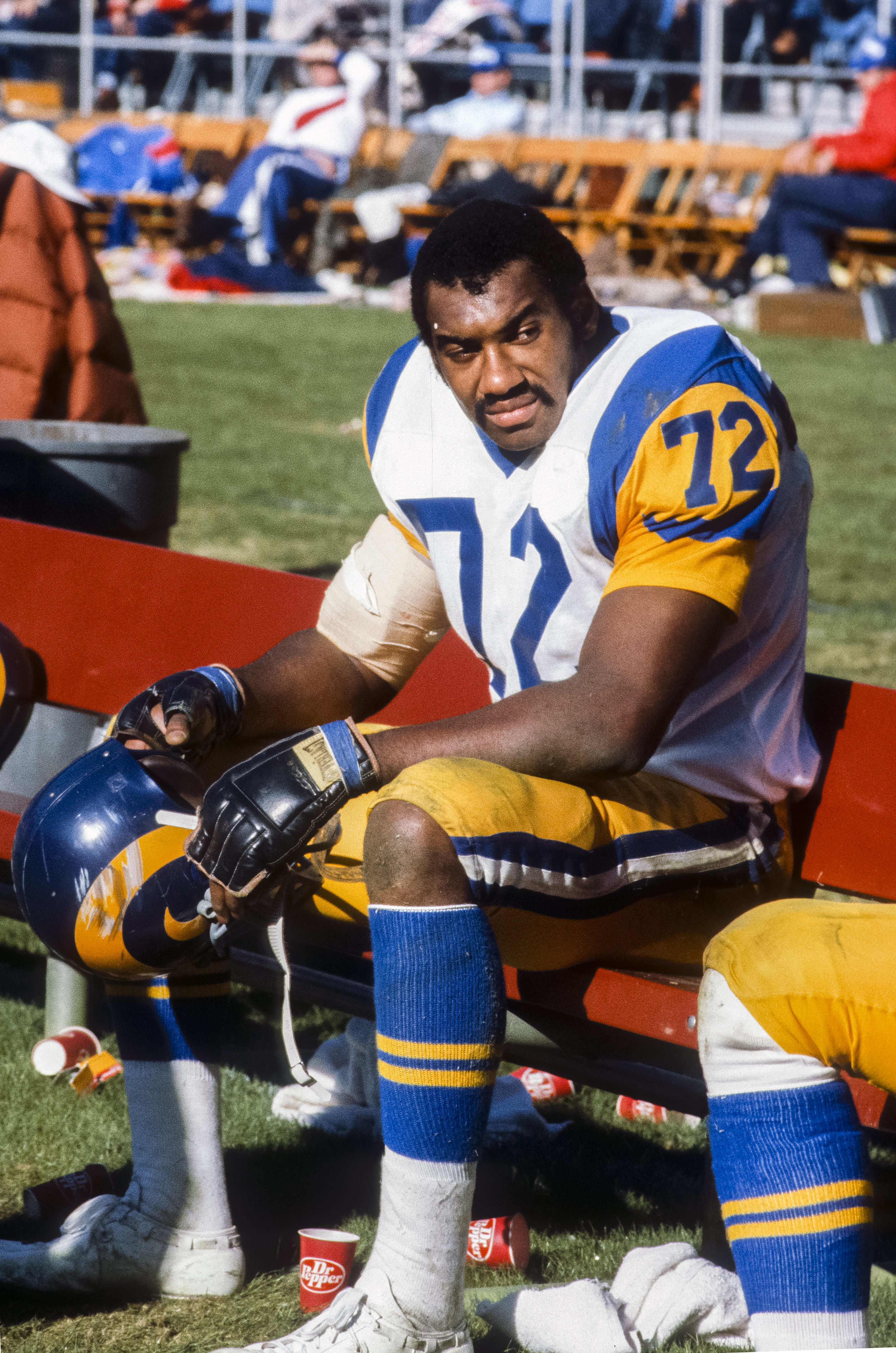
Kent Hill bei einem Spiel zwischen den Rams und Falcons 1982.

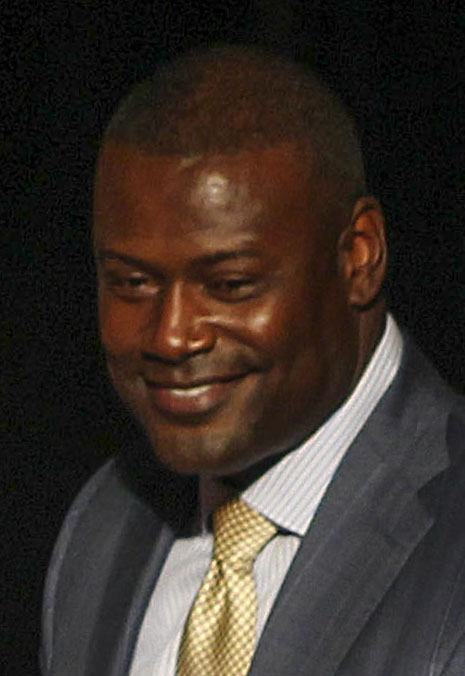
Kevin Carter erzielte 1999 die meisten Sacks in der Saison. In seiner aktiven Karriere konnte er auch mehr als 100 Sacks erreichen.

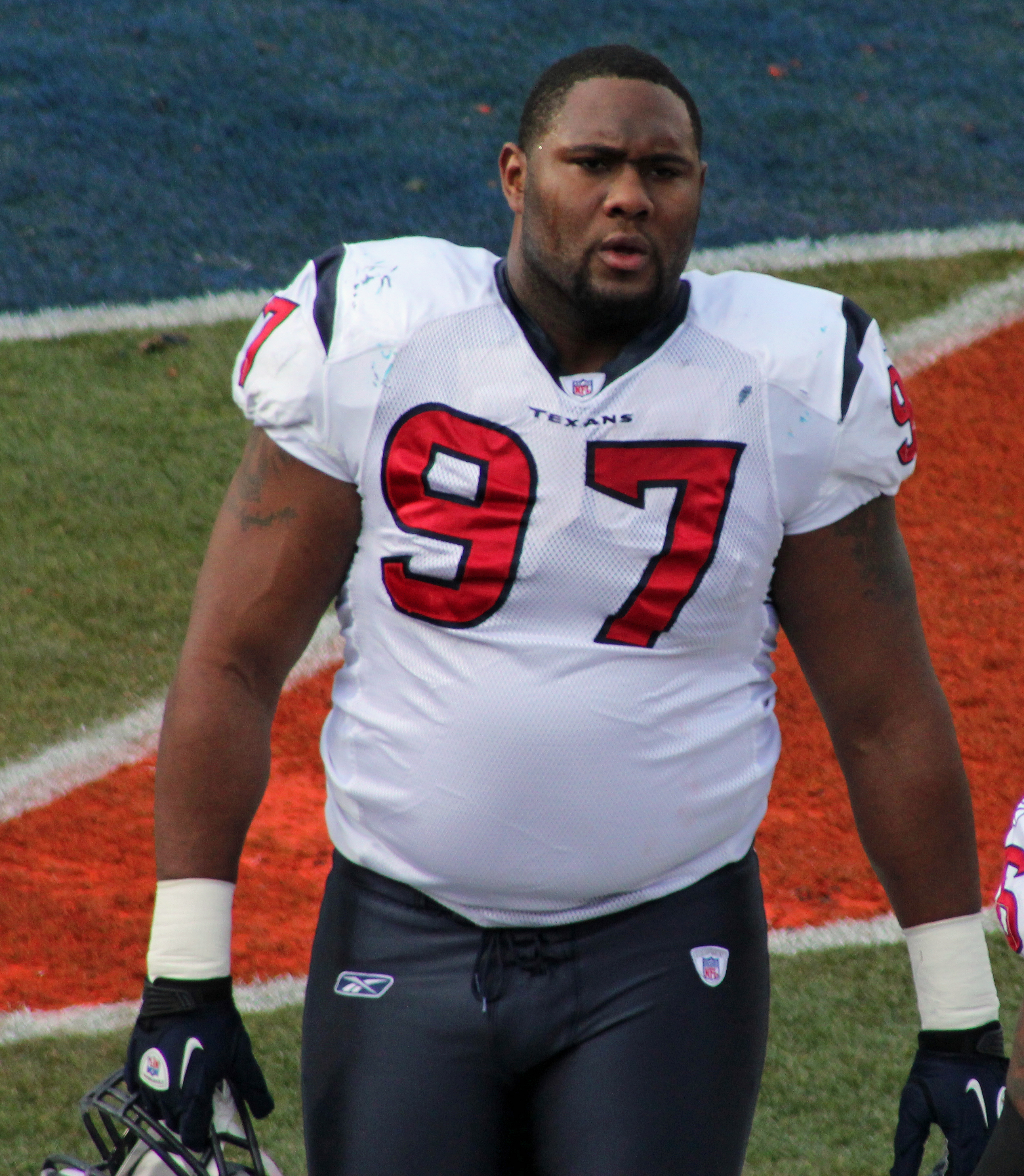
Damione Lewis spielte von 2001 bis 2010 für die Rams, Panthers und Texans.

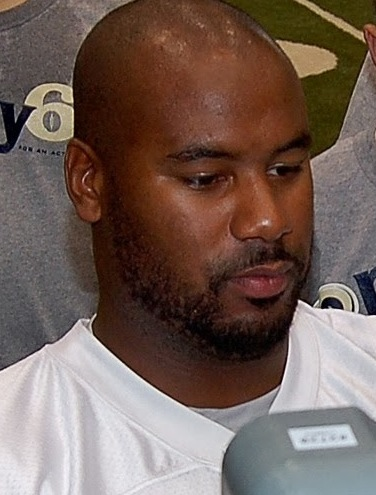
Jason Smith wurde 2009 an zweiter Stelle von den Rams gedraftet und spielte für diese bis 2011.

Nachfolgend werden hier alle Erstrunden Draft-Picks aus dem NFL-Draft aufgelistet, welche die Rams seit ihrem ersten Draft 1937 getätigt haben. Die Rams konnten sechsmal den Gesamtersten im NFL-Draft auswählen (1938, 1960, 1963, 1997, 2010 und 2016). Von der University of Notre Dame haben die Rams bisher mit fünf Spielern die meisten Erstrunden-Picks ausgewählt.
| Jahr | Gesamtpick | Name               | Position                 | College               |
| ---- | ---------- | ------------------ | ------------------------ | --------------------- |
| 1937 | 10         | Johnny Drake       | Fullback                 | Purdue                |
| 1938 | 1          | Corbett Davis      | Fullback                 | Indiana               |
| 1939 | 3          | Parker Hall ^      | Quarterback              | Ole Miss              |
| 1940 | 5          | Olie Cordill^      | Halfback                 | Rice                  |
| 1941 | 4          | Rudy Mucha         | Guard                    | Washington            |
| 1942 | 2          | Jack Wilson        | Halfback                 | Baylor                |
| 1943 | 5          | Mike Holovak       | Fullback                 | Boston College        |
| 1944 | 11         | Tony Butkovich     | Fullback                 | Illinois              |
| 1945 | 5          | Elroy Hirsch ! ^   | Halfback, End            | Wisconsin, Michigan   |
| 1946 | 10         | Emil Sitko         | Halfback                 | Notre Dame            |
| 1947 | 9          | Herman Wedemeyer   | Halfback                 | Saint Mary's          |
| 1948 | -          | kein Pick          | -                        | -                     |
| 1949 | 7          | Bobby Thomason^    | Quarterback              | VMI                   |
| 1950 | 9          | Ralph Pasquariello | Fullback                 | Villanova             |
| 1950 | 12         | Stan West^         | Guard                    | Oklahoma              |
| 1951 | 11         | Bud McFadin^       | OL, DL                   | Texas                 |
| 1952 | 13         | Bob Carey          | End                      | Michigan State        |
| 1953 | 9          | Donn Moomaw        | Center                   | UCLA                  |
| 1953 | 12         | Ed Barker          | End                      | Washington State      |
| 1954 | 10         | Ed Beatty          | Center                   | Ole Miss              |
| 1955 | 7          | Larry Morris       | Linebacker               | Georgia Tech          |
| 1956 | 6          | Joe Marconi^       | Halfback                 | West Virginia         |
| 1956 | 11         | Charles Horton     | End                      | Vanderbilt            |
| 1957 | 2          | Jon Arnett^        | Halfback                 | USC                   |
| 1957 | 11         | Del Shofner^       | Wide Receiver            | Baylor                |
| 1958 | 4          | Lou Michaels^      | Defensive Tackle, Kicker | Kentucky              |
| 1958 | 5          | Jim Phillips^      | Wide Receiver            | Auburn                |
| 1959 | 2          | Dick Bass^         | Runningback              | Pacific               |
| 1959 | 9          | Paul Dickson       | Defensive Tackle         | Baylor                |
| 1960 | 1          | Billy Cannon ^     | Runningback              | LSU                   |
| 1961 | 4          | Marlin McKeever^   | Tight End                | USC                   |
| 1962 | 2          | Roman Gabriel ^    | Quarterback              | North Carolina State  |
| 1962 | 3          | Merlin Olsen! ^    | Defensive Tackle         | Utah State            |
| 1963 | 1          | Terry Baker        | Quarterback              | Oregon State          |
| 1963 | 10         | Rufus Guthrie      | Guard                    | Georgia Tech          |
| 1964 | 7          | Bill Munson        | Quarterback              | Utah State            |
| 1965 | 9          | Clancy Williams    | Cornerback               | Washington State      |
| 1966 | 2          | Tom Mack! ^        | Guard                    | Michigan              |
| 1967 | -          | kein Pick          | -                        | -                     |
| 1968 | -          | kein Pick          | -                        | -                     |
| 1969 | 8          | Larry Smith        | Runningback              | Florida               |
| 1969 | 10         | Jim Seymour        | Wide Receiver            | Notre Dame            |
| 1969 | 21         | Bob Klein          | Tight End                | USC                   |
| 1970 | 22         | Jack Reynolds^     | Linebacker               | Tennessee             |
| 1971 | 10         | Isiah Robertson ^  | Linebacker               | Southern              |
| 1971 | 20         | Jack Youngblood! ^ | Defensive End            | Florida               |
| 1972 | -          | kein Pick          | -                        | -                     |
| 1973 | -          | kein Pick          | -                        | -                     |
| 1974 | 11         | John Cappelletti   | Runningback              | Penn State            |
| 1975 | 9          | Mike Fanning       | Defensive Tackle         | Notre Dame            |
| 1975 | 11         | Dennis Harrah^     | Guard                    | Miami                 |
| 1975 | 20         | Doug France^       | Tackle                   | Ohio State            |
| 1976 | 26         | Kevin McLain       | Linebacker               | Colorado State        |
| 1977 | 23         | Bob Brudzinski     | Linebacker               | Ohio State            |
| 1978 | 20         | Elvis Peacock      | Runningback              | Oklahoma              |
| 1979 | 19         | George Andrews     | Linebacker               | Nebraska              |
| 1979 | 26         | Kent Hill^         | Guard                    | Georgia Tech          |
| 1980 | 17         | Johnnie Johnson    | Cornerback               | Texas                 |
| 1981 | 9          | Mel Owens          | Linebacker               | Michigan              |
| 1982 | 14         | Barry Redden       | Runningback              | Richmond              |
| 1983 | 2          | Eric Dickerson ! ^ | Runningback              | Southern Methodist    |
| 1984 | -          | kein Pick          | -                        | -                     |
| 1985 | 21         | Jerry Gray^        | Safety                   | Texas                 |
| 1986 | 23         | Mike Schad         | Guard                    | Queen’s (Kingston)    |
| 1987 | -          | kein Pick          | -                        | -                     |
| 1988 | 14         | Gaston Green^      | Runningback              | UCLA                  |
| 1988 | 20         | Aaron Cox          | Wide Receiver            | Arizona State         |
| 1989 | 21         | Bill Hawkins       | Defensive End            | Miami                 |
| 1989 | 26         | Cleveland Gary     | Runningback              | Miami                 |
| 1990 | 23         | Bern Brostek       | Center, Guard            | Washington            |
| 1991 | 5          | Todd Lyght^        | Cornerback               | Notre Dame            |
| 1992 | 3          | Sean Gilbert       | Defensive Tackle         | Pittsburgh            |
| 1993 | 10         | Jerome Bettis ! ^  | Runningback              | Notre Dame            |
| 1994 | 15         | Wayne Gandy        | Tackle                   | Auburn                |
| 1995 | 6          | Kevin Carter^      | Defensive End            | Florida               |
| 1996 | 6          | Lawrence Phillips  | Runningback              | Nebraska              |
| 1996 | 18         | Eddie Kennison     | Wide Receiver            | LSU                   |
| 1997 | 1          | Orlando Pace! ^    | Tackle                   | Ohio State            |
| 1998 | 6          | Grant Wistrom      | Defensive End            | Nebraska              |
| 1999 | 6          | Torry Holt^        | Wide Receiver            | North Carolina State  |
| 2000 | 31         | Trung Canidate     | Runningback              | Arizona               |
| 2001 | 12         | Damione Lewis      | Defensive Tackle         | Miami                 |
| 2001 | 20         | Adam Archuleta     | Safety                   | Arizona State         |
| 2001 | 29         | Ryan Pickett       | Nose Tackle              | Ohio State            |
| 2002 | 31         | Robert Thomas      | Linebacker               | UCLA                  |
| 2003 | 12         | Jimmy Kennedy      | Defensive Tackle         | Penn State            |
| 2004 | 24         | Steven Jackson^    | Runningback              | Oregon State          |
| 2005 | 19         | Alex Barron        | Tackle                   | Florida State         |
| 2006 | 15         | Tye Hill           | Cornerback               | Clemson               |
| 2007 | 13         | Adam Carriker      | Defensive End            | Nebraska              |
| 2008 | 2          | Chris Long         | Defensive End            | Virginia              |
| 2009 | 2          | Jason Smith        | Tackle                   | Baylor                |
| 2010 | 1          | Sam Bradford       | Quarterback              | Oklahoma              |
| 2011 | 14         | Robert Quinn^      | Defensive End            | North Carolina        |
| 2012 | 14         | Michael Brockers   | Defensive Tackle         | LSU                   |
| 2013 | 8          | Tavon Austin       | Wide Receiver            | West Virginia         |
| 2013 | 30         | Alec Ogletree      | Linebacker               | Georgia               |
| 2014 | 2          | Greg Robinson      | Tackle                   | Auburn                |
| 2014 | 13         | Aaron Donald ^     | Defensive Tackle         | Pittsburgh            |
| 2015 | 10         | Todd Gurley ^      | Runningback              | Georgia               |
| 2016 | 1          | Jared Goff^        | Quarterback              | California            |
| 2017 | -          | kein Pick          | -                        | -                     |
| 2018 | -          | kein Pick          | -                        | -                     |
| 2019 | -          | kein Pick          | -                        | -                     |
| 2020 | -          | kein Pick          | -                        | -                     |
| 2021 | -          | kein Pick          | -                        | -                     |
| 2022 | -          | kein Pick          | -                        | -                     |
| 2023 | -          | kein Pick          | -                        | -                     |
| 2024 | 19         | Jared Verse ^      | Defensive End            | Albany, Florida State |
| 2025 | -          | kein Pick          | -                        | -                     |

Legende:
| ^ | = Pro Bowler    |
| ! | = Hall of Famer |